# 逆襲スパイ Xキャリバー
『逆襲スパイ Xキャリバー』（ぎゃくしゅうスパイエクスキャリバー、英語: COUNTERATTACK SPY X CALIBER）は、古本ゆうやによる日本の漫画作品。『月刊コロコロコミック』（小学館）にて、2021年10月号より2022年11月号まで連載。本作は、日本政府配下の秘密組織Xのスパイ・キャリバーこと狩庭ケントの活躍を描いている。

## 沿革
『別冊コロコロコミック』2020年10月号に読み切りとして掲載。読者からのミラコロアンケートで支持を受け、同誌で連載が決定される。しかし、事情により連載が中止となる。その後、『月刊コロコロコミック』2021年4月号にも読み切りを掲載。その読み切りが読者から好評を得て、『月刊コロコロコミック』2021年9月号での連載予告漫画の掲載を経て、同年9月15日発売の同誌10月号から連載を開始。

## 登場キャラクター
キャリバー / 狩庭ケント
本作の主人公。小学6年生として生活するが、裏ではスパイ活動を行っている。
カゲミツ
キャリバーの兄を自称する人物。

## 用語
アンダースライサー
マグネフラップ
ペンシルロケット
イレイスボム
アンブレイカー

## 書誌情報
- 古本ゆうや『逆襲スパイ Xキャリバー』小学館〈てんとう虫コミックス〉、全3巻
  1. 2022年1月27日発売[1][4]、ISBN 978-4-09-143372-5
  2. 2022年6月28日発売[11]、ISBN 978-4-09-143522-4
  3. 2022年11月28日発売[12]、ISBN 978-4-09-143559-0